# Verkehrsmittelreinigung
Die Verkehrsmittelreinigung ist ein wesentliches Teilgebiet der Dienstleistungen des Gebäudereiniger-Handwerks. Verkehrsmittelreinigung beinhaltet die Reinigung von Fahrzeugen, insbesondere von öffentlichen Verkehrsmitteln. Teilweise – insbesondere bei Ausschreibungen – wird auch die Reinigung von Bahnhöfen und Haltestellen miteinbezogen, auch wenn es sich dabei im engeren Sinne um Gebäudereinigung handelt.

## Tätigkeiten
Die Verkehrsmittelreinigung umfasst das Reinigen der Außenhülle (Außenreinigung) und der Fahrgast-Innenräume von Bussen, Bahnen, Schiffen und Flugzeugen. Dabei werden die Oberflächen von physischem Schmutz und Müll gereinigt und zugleich auf Beschädigung überprüft. Die Verkehrsmittelreinigung kann daher auch als Teil der Instandhaltung von öffentlichen Verkehrsmitteln betrachtet werden.

## Publikationen und fachliche Rezeption

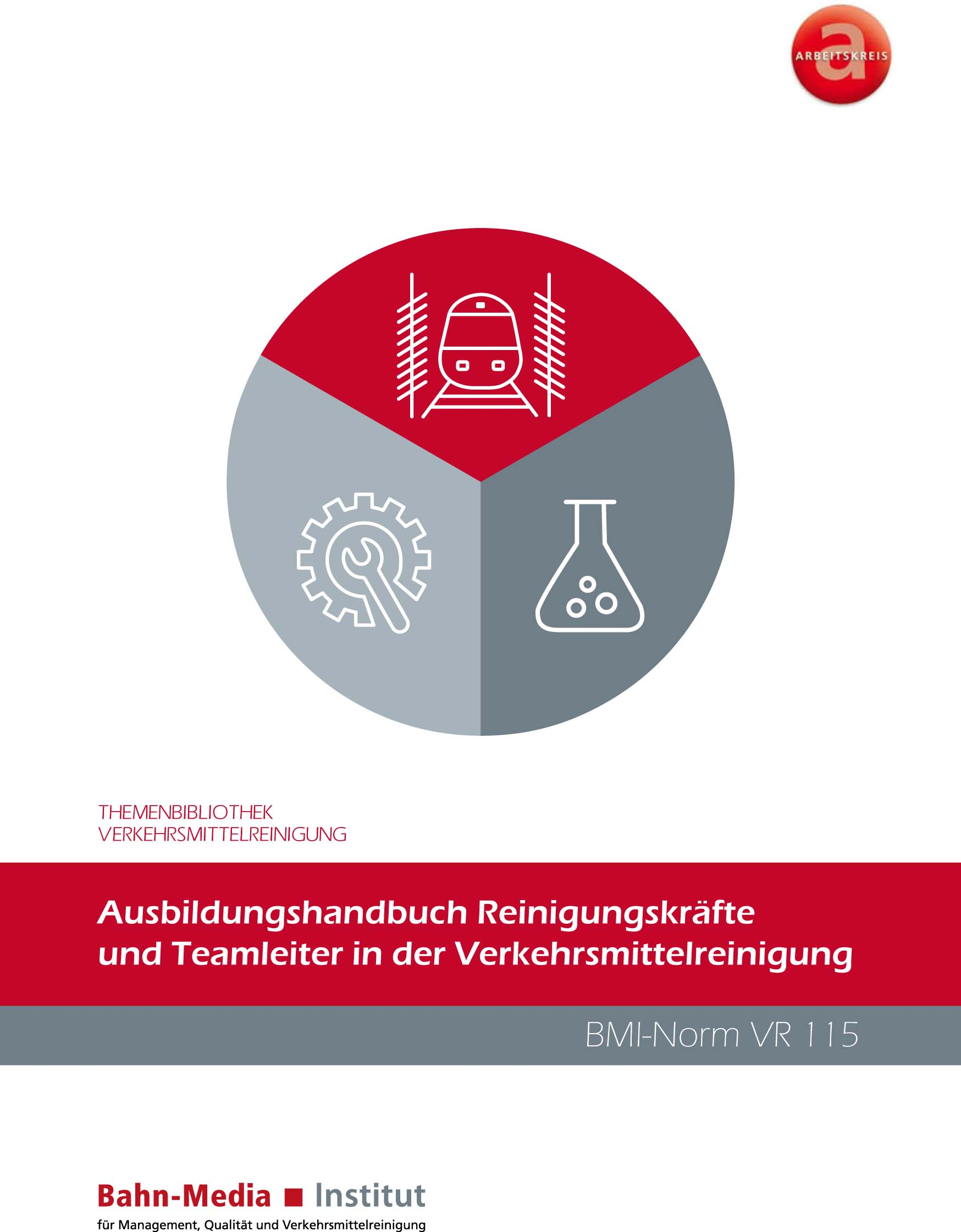
Ausbildungshandbuch Reinigungskräfte und Teamleiter in der Verkehrsmittelreinigung nach BMI-Norm VR 115

Das private Bahn-Media Institut in Suhlendorf bezeichnet sich als praxisorientierte Forschungs- und Ausbildungsinstitution für Management, Qualität und Verkehrsmittelreinigung, um die Attraktivität des Verkehrsträgers Eisenbahn zu steigern. Beim Bahn-Media Institut ist der „Arbeitskreis Schienenfahrzeugreinigung“ angesiedelt. Weiter gibt das Institut seit 2013 viermal jährlich das Magazin für Verkehrsmittel-Reinigung SAUBER heraus.
In Zusammenarbeit mit dem Arbeitskreis Schienenfahrzeugreinigung hat das Bahn-Media Institut im Jahr 2015 die BMI-Norm VR 115 entwickelt. Es handelt sich dabei um ein erstes Regelwerk, das in Deutschland Qualitätsstandards für die Schienenfahrzeug- und Verkehrsmittelreinigung setzt.
2019 fand unter Schirmherrschaft des niedersächsischen Verkehrsministers Bernd Althusmann auf der Messe Hannover der Fachkongress Clean Transport statt.